# 小行星25907
小行星25907（25907 Capodilupo）是一颗绕太阳运转的小行星，为主小行星带小行星。该小行星于2001年1月20日发现。

## 轨道参数
小行星25907的轨道半长轴为342 389 131 km，2.2886974 UA，离心率为0.126。